# رالف سنفورد
رالف سَنفورد (انگلیسی: Ralph Sanford؛ ‏ ۲۱ مهٔ ۱۸۹۹ – ۲۰ ژوئن ۱۹۶۳) بازیگر اهل ایالات متحده آمریکا بود. او در فیلم‌های وسترن زیادی بازی کرد و اغلب به عنوان «شخصیت خشن و گردن‌کلفت فیلم» به تصویر کشیده می‌شد. سنفورد همچنین در طول جنگ جهانی اول در پیاده‌نظام خدمت می‌کرد.

## گزیدهٔ فیلم‌شناسی
- گاوبازها
- قدرتمند
- قهرمان
- باغ‌وحش شیشه‌ای
- بیا قانونی‌اش کنیم
- می‌خواهی بخواه، نمی‌خواهی نخواه
- کشور بزرگ
- آقا و خانم اسمیت
- فرشتگانی با چهره‌های کثیف
- داج سیتی
- بهترین سال‌های زندگی ما
- والس بزرگ
- رود بی‌بازگشت
- ترغیب دوستانه
- رابارب
- دو خواهر اهل بوستون
- در شیرینی‌فروشی